# Мельник, Александр Сергеевич
Алекса́ндр Серге́евич Ме́льник (укр. Олександр Сергійович Мельник; род. 10 февраля 2000, Вишнёвое, Киевская область) — украинский футболист, защитник клуба «Верес».

## Биография
Родился в г. Киев. Воспитанник столичного «Динамо». Футбольную карьеру начал в ДЮФШ «Динамо», куда его в 2008 году принял тренер Юрий Петрович Еськин. Спустя месяц он продолжил обучение под руководством нового наставника — Валерия Владимировича Шабельникова. В сезонах 2016/17 и 2017/18 выступал в юношеском чемпионате Украины, где в общей сложности провел за команду 18 матчей, в которых забил два гола. Дважды в сезонах 2016/17 и 2017/18 вместе с динамовцами участвовал в Юношеской лиге УЕФА.
4 августа 2018 года был арендован на полгода новичком УПЛ киевским «Арсеналом». За основной состав команды не сыграл ни одного матча. По завершении арендного соглашения вернулся в киевское «Динамо»".
21 февраля 2019 года был отдан в полугодовую аренду «Александрии». В июле того же года заключил контракт с клубом в качестве свободного агента. Впервые вышел на поле в основном составе «Александрии» 25 сентября 2019 года в матче 3-го квалификационного раунда Кубка Украины с «Диназом» из Вышгорода. Дебют в УПЛ состоялся 16 июля 2020 года в игре 31 тура против «Десны» (Чернигов). Мельник вышел на поле в стартовом составе и отыграл весь матч.